# 1635 у літературі
Стаття є списком літературних подій та публікацій у 1635 році.

## Події
- 22 лютого — в Парижі засновано Французьку академію.

## П'єси
- «Життя — це сон» — п'єса Педро Кальдерона де ла Барки.

## Народились
- 3 червня — Філіпп Кіно, французький драматург, лібретист (помер у 1688).

## Померли
- 25 квітня — Алессандро Тассоні, італійський поет (народився в 1565).
- 27 серпня — Лопе де Вега, іспанський драматург і поет (народився в 1562).